# Pošta Srbije
JP „Pošta Srbije” (cyr. ЈП „Пошта Србије“) – operator pocztowy oferujący usługi pocztowe w Serbii, z siedzibą w stolicy kraju – Belgradzie.